# Feromone
Feromone (o ferormone) è il nome dato a sostanze biochimiche prodotte da ghiandole esocrine che sono emesse dagli organismi viventi a basse concentrazioni con la funzione di inviare segnali ad altri individui della stessa specie.
Il nome deriva dall'inglese pheromone, a sua volta derivato dal tedesco Pheromon, composto da phero (dal greco antico φέρω, «portare») e (hor)mone, «ormone».
Classificati nel gruppo dei semiochimici, i feromoni generano comportamenti e reazioni fisiologico-comportamentali in altri individui della stessa specie che vi vengono a contatto. Un esempio sono i feromoni sessuali che vengono scambiati per contatto o per stimolo olfattivo e che provocano interesse sessuale in un altro individuo.

## Classificazione
I feromoni vengono distinti generalmente in quattro classi a seconda dell'effetto provocato:
1. Feromoni traccianti (trace), rilasciati da un individuo, vengono seguiti da appartenenti alla stessa specie come una traccia;
2. Feromoni di allarme (alarm), vengono emessi in situazioni di pericolo, inducendo un maggiore stato di vigilanza in quanti li captano;
3. Feromoni innescanti o scatenanti (primer), alterano la fisiologia e/o la morfologia del ricevente;
4. Feromoni liberatori o di segnalazione (releaser), alterano il comportamento del ricevente.

Nelle api, ad esempio, i feromoni dell'ape regina inibiscono lo sviluppo degli organi riproduttori delle operaie.

## Nell’essere umano
Ci sono evidenze sull'esistenza di feromoni nell'essere umano e c'è una stretta relazione tra olfatto e funzione sessuale nonostante l'organo di percezione degli odori che agiscono da feromoni non sia ben sviluppato (come lo è nei roditori e in altri mammiferi) anche se si può comunque trovare un'area dell'epitelio olfattivo, anatomicamente distinta e unica dal punto di vista biochimico, a livello di una piccola regione del terzo anteriore del setto nasale.

## L'evoluzione
L'elaborazione olfattiva di segnali chimici come i feromoni esiste in tutti i tipi di animali ed è quindi il più antico dei sensi. È stato ipotizzato che serva alla sopravvivenza generando risposte comportamentali appropriate agli indizi di minaccia, sesso e status di dominanza tra membri della stessa specie.
Inoltre, è stato suggerito che durante l'evoluzione da procarioti unicellulari a eucarioti multicellulari, la segnalazione primaria dei feromoni tra gli individui possa essersi evoluta in segnalazione paracrina ed endocrina all'interno dei singoli organismi.
Alcuni autori suggeriscono che le reazioni di evitamento della prossimità negli animali, innescate da segnali chimici, costituiscano la base filogenetica dell'esperienza delle emozioni negli esseri umani.

## Applicazione

### Trappole a feromoni
I feromoni di alcune specie di insetti nocivi, come il coleottero giapponese, la formica acrobata e la tarma delle spugne, possono essere utilizzati per intrappolare l'insetto in questione a scopo di monitoraggio, controllando le popolazioni creando confusione, interrompendo l'accoppiamento e impedendo l'ulteriore deposizione delle uova.

### Bestiame
I feromoni vengono utilizzati per rilevare il calore nelle scrofe. I feromoni dei cinghiali vengono spruzzati nel porcile e si sa che le scrofe che mostrano eccitazione sessuale sono ora disponibili per la riproduzione.

### Profumeria
Alcuni pubblicitari di profumi per il corpo sostengono che i loro prodotti contengono feromoni sessuali umani che agiscono come afrodisiaci. Nonostante queste affermazioni, non è mai stato dimostrato, in uno studio sottoposto a revisione paritaria, che una sostanza a base di feromoni influisca direttamente sul comportamento umano. Pertanto, il ruolo dei feromoni nel comportamento umano rimane speculativo e controverso.